# SV Hemmerden
Der SV Hemmerden (offiziell: Sportverein Hemmerden e. V.) ist ein Fußballverein aus dem Grevenbroicher Stadtteil Hemmerden im Rhein-Kreis Neuss.

## Geschichte
Der Verein wurde im Jahre 1972 gegründet. Die Heimspiele werden auf der Sportanlage Buscher Straße im Norden von Hemmerden ausgetragen. Der Hauptplatz hat eine Kapazität von 3000 Plätzen. Es wird auf Naturrasen gespielt.

### Frauen
Die Frauenmannschaft des SV Hemmerden stieg im Jahre als Niederrheinmeister 2004 in die drittklassige Regionalliga West auf. In der Aufstiegssaison 2004/05 erreichte die Mannschaft mit Rang neun ihre beste Platzierung. Doch schon am Ende der Saison 2006/07 mussten die Hemmerderinnen absteigen. Zwischen 2010 und 2013 wurde die Mannschaft viermal in Folge Vizemeister der Niederrheinliga. Im Jahre 2015 folgte der Abstieg in die Landesliga, dem zwei Jahre später der erneute Aufstieg in die Niederrheinliga folgte. Nach einem dritten Platz in der Saison 2017/18 geriet der Verein Anfang der 2020er Jahre in die Krise. Im Jahre 2022 stieg die Mannschaft aus der Niederrheinliga ab und musste in der folgenden Saison auch in der Landesliga den Abstieg hinnehmen. 2024 folgte der dritte Abstieg in Folge.

### Männer
Die Männermannschaft des SV Hemmerden spielt lediglich auf Kreisebene. In der Saison 2010/11 spielte die Mannschaft in der Kreisliga A Grevenbroich-Neuss und pendelte in den folgenden Jahren zwischen den Kreisligen B und C. Seit dem Abstieg im Jahre 2022 tritt der SV Hemmerden in der Kreisliga C an.